# Dukuh (Ibun)
Dukuh is een bestuurslaag in het regentschap Bandung van de provincie West-Java, Indonesië. Dukuh telt 6917 inwoners (volkstelling 2010).